# Världsmästerskapen i alpin skidsport 1937
Världsmästerskapen i alpin skidsport 1937 kördes 13–15 februari 1937 i Chamonix, Frankrike. Herrtävlingarna dominerades av Frankrikes Émile Allais och damtävlingarna Tysklands Christl Cranz, då båda dessa vann alla tre momenten i respektive könsindelningsklass.

## Herrar

### Störtlopp
Datum: 13 februari 1937
| Placering | Land                | Tid        |
| --------- | ------------------- | ---------- |
| 1         | Émile Allais        | 4:03,4 min |
| 2         | Maurice Lafforgue   | 4:16,4 min |
| 2         | Giacinto Sertorelli | 4:16,4 min |
| 4         | Per Fossum          | 4:20,4 min |
| 5         | Willi Steuri        | 4:21,6 min |
| 6         | Vittorio Chierroni  | 4:24,6 min |

### Slalom
Datum: 15 februari 1937
| Placering | Land             | Tid        |
| --------- | ---------------- | ---------- |
| 1         | Émile Allais     | 2:10,8 min |
| 2         | Wilhelm Walch    | 2:11,4 min |
| 3         | Roman Wörndle    | 2:14,4 min |
| 4         | Rudolf Cranz     | 2:15,2 min |
| 5         | Rudolf Rominger  | 2:17,2 min |
| 6         | Heinz von Allmen | 2:19,4 min |

### Alpin kombination
Datum: 13 och 15 februari 1937
| Placering | Land               | Poäng      |
| --------- | ------------------ | ---------- |
| 1         | Émile Allais       | 6:40,4 min |
| 2         | Maurice Lafforgue  | 7:08,0 min |
| 3         | Willi Steuri       | 7:10,6 min |
| 4         | Heinz von Allmen   | 7:11,8 min |
| 5         | Rudolf Cranz       | 7:12,4 min |
| 6         | Vittorio Chierroni | 7:16,4 min |

## Damer

### Störtlopp
Datum: 13 februari 1937
| Placering | Land              | Tid        |
| --------- | ----------------- | ---------- |
| 1         | Christl Cranz     | 5:17,0 min |
| 2         | Nini von Arx-Zogg | 5:21,2 min |
| 3         | Käthe Grasegger   | 5:38,8 min |
| 4         | Clarita Heath     | 5:57,2 min |
| 5         | Erna Steuri       | 6:00,4 min |
| 6         | Elvira Osirnig    | 6:05,6 min |

### Slalom
Datum: 15 februari 1937
| Placering | Land              | Tid        |
| --------- | ----------------- | ---------- |
| 1         | Christl Cranz     | 2:29,2 min |
| 2         | Käthe Grasegger   | 2:36,2 min |
| 3         | Lisa Resch        | 2:39,6 min |
| 4         | Loulou Boulaz     | 2:40,8 min |
| 5         | Nini von Arx-Zogg | 2:45,2 min |
| 6         | Elvira Osirnig    | 2:50,0 min |

### Alpin kombination
Datum: 13, 15 februari 1937
| Placering | Land              | Poäng       |
| --------- | ----------------- | ----------- |
| 1         | Christl Cranz     | 8:31,0 min  |
| 2         | Nini von Arx-Zogg | 8:56,0 min  |
| 3         | Käthe Grasegger   | 9:01,8 min  |
| 4         | Elvira Osirnig    | 9:46,6 min  |
| 5         | Erna Steuri       | 9:49,4 min  |
| 6         | Lisa Resch        | 10:02,0 min |

## Medaljligan
| Placering | Land      | Guld | Silver | Brons | Totalt |
| --------- | --------- | ---- | ------ | ----- | ------ |
| 1         | Frankrike | 3    | 2      | -     | 5      |
| 2         | Tyskland  | 3    | 1      | 4     | 8      |
| 3         | Schweiz   | -    | 2      | 1     | 3      |
| 4         | Österrike | -    | 1      | -     | 1      |
| 4         | Italien   | -    | 1      | -     | 1      |